# 面白情報テレビンビン
『面白情報テレビンビン』（おもしろじょうほうテレビンビン）は、テレビ東京系列で放送された情報バラエティ番組。テレビ東京の制作。司会はヒップアップ。
テレビ東京系列局では、1983年9月1日から同年12月29日まで毎週木曜17:55 - 18:25（JST）に放送。

## 概要
小中学生の間で流行していたり関心が持たれている遊びや事柄などを紹介し、面白いテーマごとに情報を提供する企画などで送っていた子供向けバラエティ番組である。
当時流行っていたテレビゲームの勝ち抜き合戦の他、クイズコーナー、対談コーナーなどで構成されていた。

### 主なコーナー
- テレビゲーム勝ち抜き戦
ルーレットで6種類のテレビゲームから対戦するゲームを選び、10人勝ち抜きのチャンピオンを目指す。団体戦は3人1組で対戦し、得点で勝敗を決定。最終決戦はキャプテン同士で行われる[1][3]。
- 子供が撮影した写真をヒップアップが批評するコーナー[1]
- 子供たちが憧れる職業に就職した大人たちへの質問コーナー[1]

## 出演者

### 司会
- ヒップアップ

## 各回の内容
| 回数 | 放送日         | 特集・内容                 |
| ---- | -------------- | -------------------------- |
| 1    | 1983年9月1日   | ゴジラ(秘)全特集           |
| 2    | 1983年9月8日   | 謎!?昆虫は異星人か         |
| 3    | 1983年9月15日  | ウルトラ自転車BTR          |
| 4    | 1983年9月22日  | F3特集                     |
| 5    | 1983年9月29日  | インスタントカメラ術       |
| 6    | 1983年10月6日  | ブルース・リー特集         |
| 7    | 1983年10月13日 | 誰でもできるアニメ         |
| 8    | 1983年10月20日 | 必見！秋の鳥観察情報       |
| 9    | 1983年10月27日 | 弓持てば野生児気分!?       |
| 10   | 1983年11月3日  | 君も挑戦面白VTR            |
| 11   | 1983年11月10日 | ジャイロ大空独りじめ       |
| 12   | 1983年11月17日 | E.T.坊やとお正月映画       |
| 13   | 1983年11月24日 | オフロード激走ジープ       |
| 14   | 1983年12月1日  | 不思議実感サイエンス       |
| 15   | 1983年12月8日  | UFOビックリ潜水艇          |
| 16   | 1983年12月15日 | いろいろな自転車紹介       |
| 17   | 1983年12月22日 | アメリカンフットボール特集 |
| 18   | 1983年12月29日 | レーシングカート特集       |

（）